# يورغن أرنولت
يورغن أرنولت (بالدنماركية: Jørgen Arenholt)‏ مواليد 14 ديسمبر 1876 في كوبنهاغن - الوفاة 27 يوليو 1953 في كوبنهاغن، كان لاعب كرة مضرب دانمركي. سبق أن شارك في دورة الألعاب الأولمبية الصيفية.

## روابط خارجية
- يورغن أرنولت على موقع رابطة محترفي التنس (الإنجليزية)
- يورغن أرنولت على موقع الاتحاد الدولي لكرة المضرب (الإنجليزية)
- يورغن أرنولت على موقع اللجنة الأولمبية الدولية (الإنجليزية)
- يورغن أرنولت على موقع أوليمبيديا (الإنجليزية)